# 索尔达茨科耶农村居民点 (别尔哥罗德州)
索尔达茨科耶农村居民点（俄语：Солдатское сельское поселение）是俄罗斯联邦别尔哥罗德州拉基特诺耶区所属的一个农村居民点。其下辖有3个居民点，行政中心为索尔达茨科耶。据2016年统计，该农村居民点的人口为1206人。